# Eufriesea
Eufriesea Cockerell, 1908 è un genere di api della tribù Euglossini, diffuso nel Nuovo Mondo.

## Descrizione
Sono api di medie dimensioni (13–27 mm di lunghezza), che esibiscono colorazioni metalliche, spesso limitate al capo e alle zampe posteriori.

## Distribuzione e habitat
Il genere è diffuso nelle zone tropicali e subtropicali dell'America, dal Messico all'Argentina.

## Tassonomia
Il genere Eufriesea comprende le seguenti specie:
- Eufriesea aeneiventris (Mocsáry, 1896)
- Eufriesea anisochlora (Kimsey, 1977)
- Eufriesea aridicola (Moure, Neves & Viana, 2001)
- Eufriesea atlantica Nemésio, 2008
- Eufriesea auriceps (Friese, 1899)
- Eufriesea auripes (Gribodo, 1882)
- Eufriesea bare González & Gaiani, 1989
- Eufriesea boharti (Kimsey, 1977)
- Eufriesea brasilianorum (Friese, 1899)
- Eufriesea caerulescens (Lepeletier, 1841)
- Eufriesea chaconi González & Gaiani, 1989
- Eufriesea chalybaea (Friese, 1923)
- Eufriesea chrysopyga (Mocsáry, 1898)
- Eufriesea combinata (Mocsáry, 1897)
- Eufriesea concava (Friese, 1899)
- Eufriesea convexa (Friese, 1899)
- Eufriesea corusca (Kimsey, 1977)
- Eufriesea distinguenda (Gribodo, 1882)
- Eufriesea dressleri (Kimsey, 1977)
- Eufriesea duckei (Friese, 1923)
- Eufriesea eburneocincta (Kimsey, 1977)
- Eufriesea elegans (Lepeletier, 1841)
- Eufriesea excellens (Friese, 1925)
- Eufriesea faceta (Moure, 1999)
- Eufriesea fallax (Smith, 1854)
- Eufriesea flaviventris (Friese, 1899)
- Eufriesea formosa (Mocsáry, 1908)
- Eufriesea fragrocara (Kimsey, 1977)
- Eufriesea kimimari González & Gaiani, 1989
- Eufriesea laniventris (Ducke, 1902)
- Eufriesea limbata (Mocsáry, 1897)
- Eufriesea lucida (Kimsey, 1977)
- Eufriesea lucifera Kimsey, 1977
- Eufriesea macroglossa (Moure, 1965)
- Eufriesea magrettii (Friese, 1899)
- Eufriesea mariana (Mocsáry, 1896)
- Eufriesea mexicana (Mocsáry, 1897)
- Eufriesea mussitans (Fabricius, 1787)
- Eufriesea nigrescens (Friese, 1925)
- Eufriesea nigrohirta (Friese, 1899)
- Eufriesea nordestina (Moure, 1999)
- Eufriesea opulenta (Mocsáry, 1908)
- Eufriesea ornata (Mocsáry, 1896)
- Eufriesea pallida (Kimsey, 1977)
- Eufriesea pretiosa (Friese, 1903)
- Eufriesea pulchra (Smith, 1854)
- Eufriesea purpurata (Mocsáry, 1896)
- Eufriesea rufocauda (Kimsey, 1977)
- Eufriesea rugosa (Friese, 1899)
- Eufriesea schmidtiana (Friese, 1925)
- Eufriesea simillima (Moure & Michener, 1965)
- Eufriesea smaragdina (Perty, 1833)
- Eufriesea superba (Hoffmannsegg, 1817)
- Eufriesea surinamensis (Linnaeus, 1758)
- Eufriesea theresiae (Mocsáry, 1908)
- Eufriesea tucumana (Schrottky, 1902)
- Eufriesea velutina (Moure, 1999)
- Eufriesea venezolana (Schrottky, 1913)
- Eufriesea venusta (Moure, 1965)
- Eufriesea vidua (Moure, 1976)
- Eufriesea violacea (Blanchard, 1840)
- Eufriesea violascens (Mocsáry, 1898)